# ラグナクリムゾン
『ラグナクリムゾン』（英語: Ragna Crimson）は、小林大樹による日本の漫画作品。『月刊ガンガンJOKER』（スクウェア・エニックス）にて、2017年4月号より連載中。

## プロローグ
銀剣で竜を狩り、その報酬を受け取る職業「狩竜人」（かりゅうど）。少年・ラグナはレーゼ王国の都市ロナベーラの狩竜人であった。12歳にして天才狩竜人であるレオ（レオニカ）とコンビを組み、竜を討伐することで生計を立てていた。狩竜人としての才能がないラグナは、死ぬその時までレオと共に生きることを望み、日課として剣の修行を行う。しかし太陽暦498年の2月21日、ラグナはレオが殺される夢を謎の男によって見せられる。以降ラグナは、この夢を毎日見るようになる。
夢を見始めるようになった6日後、「狩竜人いらずの都市」と言われたドナピエルーが竜の大群によって壊滅されたとの情報が飛び交う。恐怖を感じたラグナはレオに逃げることを提案するがその直後、ロナベーラが上位竜グリュムウェルテの襲撃を受ける。狩竜人ですら勝ち目のない上位竜に対し、ラグナは攻撃を仕掛けるが、逆に吹き飛ばされてしまう。
吹き飛ばされ川に沈んでいく中、ラグナはあの夢の続きを見る。レオを失ったラグナが全ての竜を狩り尽くす復讐を始めること、様々なものを失いながらも竜と戦い続けること、自身の限界を幾段も超えて強くなっていくこと。夢の続きはラグナの未来であり、謎の男の正体は未来のラグナであった。未来のラグナは数十年かけて誰よりも強くなった。全てを守れる程の強さを得たが時すでに遅く、守るものを全て失ってしまっていた。激しく嘆く未来の自分に向かって、レオを守るためにその強さをラグナは求める。
そして未来の自分が手に入れた「銀気闘法」を使い、ラグナはグリュムウェルテを倒す。レオを守り、本来の歴史より数十年早く、竜にとっての「死神」が誕生した瞬間である。

## 登場人物
声の項はテレビアニメ版における声優。

### 主人公
ラグナ
声 - 小林千晃
本作の主人公。作中ではクリムゾンの計らいにより「死神」と呼ばれることがある。
3歳で親を竜に殺され、その後の引き取り先の親戚や、さらにその後に自分を買ったサイクスの家でも竜に襲われる。このような経験のため自分が呪われていると思い込んでいたところに、レオと出会い共に行動するようになる。レオの天才的な強さを目の当たりにして考えが変わり、レオを英雄視していた。一方で自分に狩竜人としての才能がないため、いつか竜に殺されるその時まで役に立つためにもレオのそばにいることを望む。しかし未来ラグナにその望みが叶わないことを教えられ、レオを守るために未来ラグナからその強さを引き継いだ。自分の大切なものを竜の脅威から守るために全ての竜を滅ぼす誓いを立て、レオと別れクリムゾンと行動を共にする。
強さを引き継いで以降は「自分と関わって良い人間は死んでもいいやつか、死なないやつかのどちらかだ」と再度自身を呪い、人間と関わることを避けていた。しかしミハエル達や銀装兵団との共闘を経て考えが変わり、周囲の人間と共に生存することを望むようになる。
未来ラグナから強さを引き継いだため、その肉体は銀剣と融合している。銀気闘法を主体とした戦法と銀剣で戦い、その強さは上位竜、竜王と互角に戦える。また武器や弾薬など物に銀気を込めその威力を増大させたり、自身の肉体の認識を剣と捉える事でその耐久力を強化できる。
銀気闘法や銀剣を使わずとも人間の中では最強である。作中ではレオ、シン、ガルムなどの凄腕の剣士を武器を使わずに一蹴した。また、アルテマティアが使用する「時操魔法」に対して抗う能力を持っている。
一方で交渉は苦手。現代でクリムゾンと遭遇した時は、銀気闘法に興味を持つクリムゾンに対し、自身の家事や読み書き、計算などの技能を見当違いにアピールをしている。銀装兵団との共闘の交渉の場面では、「お前ならたぶんウンコと言っても好感度上がる」というクリムゾンの助言を曲解し、クリムゾンをウンコ扱いした。
また内向的な性格である。作中当初レオがそばにいたため問題なかったが、レオと別れて以降は人混みに酔って嘔吐する、周囲から目立つことを避ける、人と喋るのが苦手など頼りない面が散見される。事実クリムゾンには作中当初、「主体性のない、分不相応の強さを持った凡夫」と思われていた。
ただし臆病というわけではなく、戦闘時は敵が竜であっても毅然と立ち向かっている。また竜への嫌悪が強く、武人気質のタラテクトラから自身の強さを褒められた際も不快な表情をした。
なにより竜を滅ぼすことについては尋常ではない執念を持つ。基本的に竜と遭遇時はクリムゾンの思惑に関係なく即座に攻撃を仕掛け、たとえ本人の消耗が激しい状態であっても竜を狩ることを諦めない。
銀気闘法（ぎんきとうほう）
未来ラグナが数十年かけて編み出した術。銀気を術者の全身から放出させる。このため術者に触れた竜は血液内の魔力が凍結してしまう。発動時のラグナは髪型が変化し、銀色に輝いている。作中ではグリュムウェルテやメルグブデなどの上位竜を撃破し、アルテマティアに対しても一方的に圧倒した。ただし使用後の消耗は激しく、使うたびラグナは長時間休まなくてはならない。また、術者の寿命を縮めてしまうことが作中で示唆されている。
銀気創剣（ぎんきそうけん）
術者の銀気から銀剣を創り出す術。創り出された銀剣は出来こそ「お粗末」と評されるが、凄まじい斬れ味と高い質の銀気を持つ。作中では複数の銀剣を同時に創り出し、敵に投げつける戦い方が行われている。
銀気飛翔（ぎんきひしょう）
対アルテマティア戦でラグナが使用した、空中を銀気で飛ぶ術。
狩竜閃（がりゅうせん）
瞬間的に銀気を大放出し、強力な斬撃として叩き込む技。
狩竜双閃（がりゅうそうせん）
対・竜王技。その原型となる技はウォルテカムイとの初戦で使用された、0.0001秒で繰り出す狩竜閃の一撃。ウォルテカムイとの再戦時には0.0000001秒間に繰り出す2連撃になった。
クリムゾン
声 - 村瀬歩
本作のもう1人の主人公。中性的な顔立ちをしており、性別と容姿を意のままに変えられる。左眼が竜と同じ縦長の瞳孔をしている。その正体は「翼の血族」の元血主であり、「竜の神」に反逆した元竜王。自分自身を含めた全ての竜を滅ぼすことを目標とし、タイムリープを繰り返している。その理由は明らかにされていない。ネビュリムは、自らが神になる目的で反逆したと推測している。
未来のある時点ではラグナを勧誘し共闘。この時も滅竜の目的を明らかにしていないが、本気で竜を滅ぼそうとしていたようである。滅竜のために自分を過去に送るのではなく、ロナベーラ襲撃前の時間を接続することで、未来ラグナの力を現代のラグナに継承させることに一役買った。
現代においては正体を隠し、メルグブデの召使いとして潜入。ロナベーラへ侵攻したメルグブデをラグナが返り討ちにした際に、ラグナと遭遇。そのままラグナに共闘を申し込まれる。当初はラグナの銀気闘法に興味を持ちつつも、申し出を拒否しシラを切り続けた。バロム・シュエラとの戦いでラグナの利用価値を認め、正体を現し申し出を承諾。ラグナの能力を使い、銀の武具で武装した部隊を創設する野心を持つ。
竜王としての力が使えないが、太陽光の下でも問題なく行動ができる。竜でありながら自分から発せられている「気」を操作する、足で踏みつけてラグナの体の気の流れを整える、異空間にある武器庫を呼び出す、暗示によって人の記憶を操作するなど、多彩な術を身につけている。自身の心臓を別の空間に保管することで不死性を実現。通常であれば死に至る損傷を肉体が受けても、どこからともなく新しい肉体で現れる。
竜についての知識は豊富で、能力だけではなく竜の性格も把握している。本人曰く「戦闘中に取りやすい行動のクセから寝る時の姿勢まで」。この豊富な知識を活かして、上位竜との戦いにおいて作戦立案に貢献している。
基本的に冷静な性格で自信家。策士家であるが、自分の目的のためであれば人間の犠牲を一切気にしない。王都内を爆破し多くの市民を殺傷することで、アルテマティアに時間を巻き戻させて魔力を消費させようとした。また銀装兵団との共闘時は、自分がいち早くレーゼ国外に転位する目的でフーを攻撃し、転位用の魔法陣を奪い取ろうとしている。このような悍ましい性格ゆえか、周囲の評価は辛辣。スターリアはクリムゾンの本質を「ドス黒い死の塊」と捉え、「汚物」と呼んでいる。ラグナも「この世界にこびりついたしつこい便所ジミ」というスターリアの表現に賛同している。作者も「あいつ（クリムゾン）がヒロインに見える奴は眼科行った方がいいよ」と単行本4巻の裏表紙でコメントしている。
しかしマジョルカによって軍事演習場から転位された時やラグナに毒杯が効かなかった時など、本人の想定を上回る状況が発生すると容易く取り乱す。また竜を滅ぼす覚悟が不足していることをラグナに指摘された際は不貞寝をするなど、普段とは異なる幼稚な言動も見られる。

### クリムゾンの道具（しもべ）
悪いスライム
声 - ファイルーズあい
クリムゾンが作り出したスライム。ラグナには「スライム先輩」と呼ばせている。作中当初はクリムゾンの腹の中に隠されていた。口癖は「ぷるるるる」、「〜でしゅ」。よく喋るが勝手に話す度クリムゾンに黙らせられる。知性はさほど高くなく、衝撃を与えると都合の悪い記憶を忘れる。
匂いで竜を嗅ぎつけ、捕食する。竜にとってその体は酸のように有害で、触れると焼けただれてしまう。普段は幼い男児のような姿をしているが、その姿は変幻自在。目を遠くに伸ばして偵察を行う、その体を使って立体地図に変形する、敵を捕まえるなど様々な場面で活躍する。
作中では監視の目的でラグナと共に行動することが多い。主人であるクリムゾンには従う。一方でラグナがクリムゾンから離反した際、ラグナの「一緒に生きて笑いたい」という願望に対して共感した描写がある。
ゴーレム
声 - 東地宏樹
クリムゾンが作り出した機械人形。一人称は「オイラ」。
自身のボディ（肉体）を目的に応じて別のボディに乗り換えることができるため、その外見は一定でない。作中当初はレーゼ軍中将「バルト・ロワン」に成り代わって王宮と「翼の血族」の動向を探っていた。
この他にもハエの形をした偵察用のドローンを使っての情報収集や、右手を狙撃銃に変形させての狙撃などの能力がある。
道具(しもべ)である他の２体と異なり知性も人並みにあり、理知的な性格ではあるが、軽薄な面もある。作中ではロワン中将としての身分を利用して酒場で女遊びをする、クリムゾンの心境を確かめるためにあえて命令に背くなどの行為を行なっている。またキメラとは仲が悪い。
ゴーレム戦闘体 type・銃士（ガンナー）
ゴーレム用のボディの1つ。両椀の先端がガトリング砲になっており、銀弾を高速で連射することができる。また陽光兵器を装備しており、太陽が出ている状況であれば敵に光を照射することができる。
作中ではネビュリムによる空間魔法が消失し、陽の光を受けられる状況になったことを機に陽光兵器を使用。キメラと共闘してボルギウスが蠢く木陰で組成した巨竜を一方的に圧倒した。だがボルギウスがネビュリムの空間魔法を継承し、空間魔法で太陽光を遮ったことで戦況が一変。蠢く木陰を体内から増殖させられ、内部から破壊された。
キメラ
声 - 能登麻美子
クリムゾンが作り出した合成獣。作中では耳が合計で4つある猫娘や、同じく耳が4つある大型のネコ科の動物に変身する。光によって作られる影を使った様々な術を持つ。知性はやや低く数字には弱い。ゴーレムとは仲が悪く、初登場時はクリムゾンの目の前で喧嘩している。またクリムゾンに重用されるラグナに対して嫉妬心を持ち、快く思っていない。
作中ではクリムゾン登場時点からすぐ近くにいたが、その姿を現したのは王都に到着した時からである。
影移動
キメラが使用する移動術。建物の床や柱などを経由して自身を含めた複数人を転送することができる。
ヘビ(フェルビゴート)
声 - 緑川光
キメラとは異なる人格を持つ、キメラの尾。キメラにとっては友達で、知性の低いキメラに対し助言を行ってくれる。
その正体はクリムゾンが翼の王であった時の血族の一員フェルビゴートで、闇魔法の使い手。ボルギウスには死亡したと思われていたが、キメラがボルギウスに敗北したことで正体を表した。

### 銀装兵団
スターリア・レーゼ
声 - 日高里菜
レーゼ王国の第2王女にして、銀装兵団の団長。16歳。本作のヒロインで、身体は銀色に輝く。生まれつき両腕がないが、その星光（スターライト）の眼で「気」を捉え念動力（念力）で物体を自在に操る。一人称は「妾」（わらわ）で、ラグナからは「銀器姫」もしくは「リア」と呼ばれる。最初に銀の食器を操ったため国内では「銀器姫」、国外では「銀気姫」、太陽神教圏内では「銀輝姫」という、同じ読みだが異なる名を3つ持つ。その異能とカリスマ性からラクーシャ姫の再来とも評されている。
幼少のころから武勇に優れており6歳で下位竜3体を討伐、7歳で正体を隠しながら御前試合に参加し優勝、8歳で中位竜2体を含む竜の軍勢を討伐した。9歳にはペレイロ中将がガーネスと共に企てたクーデターを阻止している。10代になってからは銀の武具製作に没頭し、名工と評価される。自分が結婚するなら、ガルム以上の男と決めていた。
レーゼ北東部の軍事演習場に籠城中に、転位してきたクリムゾンとラグナに遭遇。当初は自らが持つ、常人とはかけ離れた感覚を使ってクリムゾンを取り調べる。クリムゾンを危険と判断し処刑を試みたが、ラグナによって阻止される。この時ラグナを銀剣から手足が生えた姿で見えてしまい、しかもそのラグナの姿に一目惚れしてしまう。その後、最終的にはラグナの説得によりクリムゾンの協力の申し出を受け入れる。
オルト・ゾラとタラテクトラとの戦争では、自らも前線に立って指揮。圧倒的な戦力差の中で負傷するものの戦況を覆すことに成功。タラテクトラの自爆の際には、自分の精神をラグナに飛ばして援護。この戦争に辛くも勝利する。しかしその直後にウォルテカムイの奇襲を受け、首を切断される。死亡したと思われたが、首は切断後即座に結合されており生存していた。ウォルテカムイに拉致された後、オルト・ゾラにより肉体に「毒の印」を打ち込まれる。その後王都の隔離塔に幽閉されている中、ウォルテカムイの命令とラグナとの約束を果たすために銀剣「銀彗星」を創造する。
王都に銀装兵団とラグナが侵入した際、打ち込まれた「毒の印」が発動。再会したラグナに銀彗星を託す。スターリアの念動力で動くクリストファーの義手が機能しなくなったことを機に、今度こそ死亡したと思われた。だが絶命前のオルト・ゾラによるものか体内の毒も外傷も、しかし意識もない状態で生存。翼の血族との戦いが終わった際に、クリムゾンによってその身は保護される。その後はクリムゾンの拠点の1つに匿われ、生き残った兵団員達と共に目覚めるまで休養することとなった。
王族の身分であるが、念動力と「気」を使った独自の術で戦闘に参加する。その術は味方の能力向上や武具の生成や耐久力強化、対竜用の結界設置など様々。操気能力の範囲は自身から約300メートル内まで。また自分の精神を肉体から離脱させ、遠隔にいる味方に飛ばすこともできる。これによって首を切断された後でも、ラグナが彼女の生存を感知できた。
直感で物事を判断するが、一方で合理性を重んじる冷徹な現実主義者。例え洗脳された人間の子供であっても、敵勢力であれば躊躇なく殺す。竜の肉を焼いて食べるなど、変人めいた行動をとることもある。
作中での登場当初、ラグナに対しては団長としての威厳を保つため、団員の前ではツンデレのような振る舞いをしていた。その後タラテクトラの自爆に対抗しているラグナを援護する中で、未来ラグナのことを知ってしまう。それを知った時には心情を吐露した後、勢いに乗ってラグナに愛の告白のような発言をしている。
作者の説明によると、キャラクターコンセプトは「ラグナとクリムゾンの間にピタッとはまる女」とのこと。
妾流結界術
結界術。魔法ではないので、ネビュリムの結界魔法とは異なる。いくつか種類があり、「檻」は銀で造られた武器同士を銀気でつなげ、空間上に張り巡らせることで銀気を苦手とする竜の侵入を阻害する。「根」は銀気を地中に張り巡らせることで、地中からの竜の侵入を妨害。「盾」は武具の銀気によって敵からの攻撃を防ぐ。
妾流操気術
味方への補助術。味方の体の気や銀気を活性させ、第六感を付与する。
妾流創剣術「抑止具現」
銀気から銀の武具を生成する。
銀器形状操作、銀器形状復元
銀器の形状を操作、復元する術。主に味方の武具の修復が目的と思われるが、作中では銀気闘法を使用しているラグナの肉体の修復に使われている。
アイザック・スターン
声 - 前野智昭
レーゼ軍少佐で銀装兵団顧問。メガネをかけた若い真面目な男性。団内では「アイク」もしくは「メガネ」と呼ばれている。曲者揃いの兵団の中では常識人故に苦労人。自身の頭頂部が気になっており、「ハゲ」と呼ばれることもある。
物語が始まる4年前の階級は中尉。レーゼとその周辺国で発生した新型麻薬の流通事件を捜査していた。しかしその主犯格を捕まえることができなかったことで左遷。スターリアを脅威と感じる国内の者たちによって2階級昇進後に派遣された。前任者は過去に2名いたが、全て殉職しており、彼は3人目である。
戦争編では軍事演習場にて、プラチナティアラ号と交戦。クリムゾンの援護もあり勝利したが、その後しばらくクリムゾンの催眠暗示により傀儡になっていた。王都突入時は兵団を指揮。オルト・ゾラとの戦いで最後まで生き残り、瀕死のボルギウスに止めも刺した。終結後は翼の血族との戦いによる負傷を治療しつつ、スターリアと共にクリムゾンに保護された。
兵団内では主に兵站を担当するが、指揮官としても剣士としても優秀。部下からの信頼も篤い。プラチナティアラ号との戦いでは部隊を指揮し、放たれた複数の魔力弾を全て剣で弾き落とした。
なお、使用しているメガネは伊達である。これはスターリアの「張り付いたような眼鏡面」という言葉を「メガネをかけろ」という命令と解釈したため。言われた通りかけたところ、本人が気にしていた目つきの悪さが緩和されたので、以降身につけるようになった。
ガルム・ウルバン
声 - 斎藤志郎
「剣狼」（けんろう）の異名を持つ、銀装兵団の主席剣士長。スターリアの剣の師匠でもある。スターリアには彼の姿が剣と身体が溶け合っているように見え、その様を「人剣一体」と評している。老齢の男性であるが銀装兵団の中では最も強く、ドルニーアとの戦いでは彼がとどめを刺した。
しかし、ラグナ相手には流石に一瞬で負けてしまう。ラグナの才能ではなく修練の結果による強さを知り、自分の修行不足を痛感。スターリアがラグナに一目惚れしたことも重なり、しばらくの間落ち込んで泣いていた。
戦争編ではシンと共に、タラテクトラとの技の競り合いに負けたラグナと合流。3人でタラテクトラを追跡している最中に、ラグナの強さが覚醒するのを目の当たりにする。ラグナの強さを洞察し、その技を学び取ることでさらに強くなった。
周囲からの期待で悩んでいたラグナに対し、最前線で戦いその強さを見せ続けることを助言。ラグナの強さに触発されて、彼と同じ強さを持つ者が出てくる未来を期待する。そしてガルム自身はラグナと同じ強さを手にした、最初の人間になることを目標にした。
王都突入時、他の団員たちと共にオルト・ゾラと交戦。オルト・ゾラが特に異常と評するほどの強さで圧倒した。しかしオルト・ゾラが自らを300%狂化したことで戦況が一変。その最初の一撃を受け、戦死した。
クリストファー・オルグレン
声 - 浜田賢二、日野まり（少年）
剣士長を務める大柄な男で、「クリス」と呼ばれている。26歳で右腕はスターリアが製作した義手。武器の投擲による攻撃を得意とし、同じく大柄な兵士で構成された部隊を率いている。
彼の回想によると母親はとある国の王宮に勤めていたメイドだったらしい。母親は息子を国王との間に生まれた庶子と思い込んでいた。本人はその出自の説明に内心懐疑的である一方で、母親はいつか王宮から迎えが来ると妄信。息子が王族に相応しい教養を持った人物に育てるという名目で、母親は彼に虐待に等しい過干渉な教育を施す。この少年期の体験が、クリストファーの心に暗い影を与えてしまっていた。母親の死後のクリストファーは、合法非合法問わず報酬次第で仕事を請け負う傭兵となる。しかし依然として少年期の体験を引きずったままであった。
メルグブデ成竜との戦闘でスターリアと遭遇した際、本物の王族である彼女のカリスマ性に惹かれる。自身の出自や少年期の体験について心の整理がついた彼は、スターリアに心酔し兵団に入った。この経緯から、兵団の中ではスターリアへの忠誠心が最も高い。
戦争編ではスターリアと共に、オルト・ゾラへと攻める。スターリアの術を利用した人間砲弾としても活躍するなど、スターリアの無茶な要求にも対応する。スターリアが負傷した際は真っ先に駆けつける。彼の行動原理は常にスターリアと兵団が中心に置かれていた。また交戦中にスターリアが吹き出すような強引な理論で味方を鼓舞するという、無教養な振る舞いも行っている。
王都突入時はオルト・ゾラと交戦。フーの渾身の刺殺魔法を援護するために、自己を300%まで狂化したオルト・ゾラ相手に人間でありながらほぼ単独かつ正面から応戦。オルト・ゾラが回避できないように足止めをし、発動したフーの刺殺魔法に巻き込まれて戦死した。
シン・カトラス
声 - 畠中祐
褐色の肌を持つ小柄な青年の剣士長。年長者やスターリアに対してもタメ口で語る、生意気で負けず嫌いな性格。二刀流の剣士で、その剣で斬られたものは燃えてしまう。兵団の中では若い一方、その剣の才能は認められている。銀装兵団が国外に逃亡することを決定した際に、ユゴから指名され剣士長になった。
ガルムがラグナに負けた報を聞きつけた際は、一方的にラグナを敵視。その後対決するが案の定、負けてしまう。しかしガルムからラグナの強さが才能によるものでない事を知り、以降も執拗にラグナに挑む。
戦争編ではタラテクトラとの技の競り合いに負けた直後のラグナに挑み、合計70戦目にしてようやく1勝。助太刀を拒むラグナに叱咤し、これがラグナの考えを改めさせるきっかけになる。しかし共にタラテクトラを追跡した際、覚醒し更に強くなったラグナに引き離され、ラグナとの実力の差を再度実感する。
王都突入時、他の団員と共にオルト・ゾラと交戦。ガルムが庇ったことにより、狂化したオルト・ゾラの最初の一撃による即死を免れる。右腕と左脚を失ったが、兵団の一員としての意地でオルト・ゾラに特攻。へゼラをオルト・ゾラから守り、兵団の勝利に貢献した。
終戦後、スターリア達と同様にクリムゾンの保護を受ける。次の血族を狩りに向かうラグナに対し、すぐに追いつくと宣言した。
へゼラ
声 - 土屋李央
銃士長の女子でグレアの双子。前髪を七三分けにしており、分け目が左側にある。見た目は10代前半だが、目や歯などが竜と同じ。
銃士としての能力の他に、夜間でも通用する目で戦場を偵察し、別行動中のスターリア達に敵の情報を声で届ける能力を持っている。この他に声で竜の行動を妨害することができる。
普段は年相応の無邪気な振る舞いをしているが、本来は情緒が乏しい。物心がつき始めた当時は見世物小屋で飼われていたため、自分たちが持つ情緒を後天的に育もうとしている。作中では悪いスライムの不用意な発言で、本性を現したことがある。
戦争編では空中機動銃士隊を率いて参戦。ディザストロワの成竜を退けるがメルグブデ成竜に敗れる。その後グレアと共に反撃を開始。しかし転位直前にグレアが死亡してしまい、情緒を失ってしまう。
グレアと情緒を失った状態で、王都に突入。オルト・ゾラとの戦いでは重傷を負うが、悪いスライムとクリムゾンによる応急処置を受けて戦線に復帰。アルテマティアが世界の時を巻き戻そうとしたところを、背後から発砲して阻止する。時を巻き戻せば戦死した団員が復活することを認識していたが、自らの手でその可能性を断った際に泣き崩れる。このような皮肉な形で情緒を手に入れた。
終戦後はクリムゾンに保護される。
名前は「ヘンゼルとグレーテル」のヘンゼルから。
グレア
声 - 土屋李央
銃士長でへゼラの双子。同じく前髪を七三分けにしているが、分け目が右側にある。いつもへゼラと共に行動していた。へゼラと同様の能力を持ち、同じく本来の情緒が乏しい。
戦争編での転位直前にウォルテカムイの奇襲を受けた際、その攻撃の巻き添えを受け死亡した。
名前は「ヘンゼルとグレーテル」のグレーテルから。
フー(本名不明)
声 - 野津山幸宏
右腕に竜の特徴を持つ銀装部隊魔法士長。その名前は偽名で、本名は不明。関西弁で話す。兵団内で使われる魔法陣は、彼が主に作成。度々マジョルカを「ブス」と呼び、彼女のわがままな行動に鉄拳制裁を加える。実はマジョルカの兄で、その事実を彼女には内緒にしている。
物語開始前、レーゼとその周辺国に新型麻薬を流通させていた。しかしスターリアに懲らしめられ、銀装兵団に強制的に入団させられた。彼女の命令により、国内でのクーデターのための転移魔法を作成させられるなど、こき使われるようになった。
スターリアによると、彼の性格は職人肌で気難しいとのこと。とは言えアイザックにラグナ達の存在を秘匿するよう口止めされた際は金銭を要求するなど、決して生真面目なわけではない。自分の作成した魔法陣に愛着を持っているため、クリムゾンの助力によって大幅に性能が向上した時は悔し泣きしていた。
軍人ではないが、刺殺魔法や吸収魔法を使用して戦闘に参加する。作中では睡眠不足で不機嫌になっていたところに、軍事演習場の貯水槽から侵入したウルシュガウルンと遭遇。刺殺魔法でウルシュガウルンを返り討ちにする。その後クリムゾンに不意を突かれ、転位魔法陣を強奪されかけるが、マジョルカの転位魔法により阻止。
国外に避難後はマジョルカと自分の部下達を太陽神教に預け、他の団員と共に王都へ向かう。オルト・ゾラとの戦い序盤では、魔力吸収で援護していた。オルト・ゾラが自己を狂化した際、自身に薬物を投与して応戦。オルト・ゾラから直接魔力を吸収するが、反撃を受けて下半身を失う。アイザックとクリストファーの援護を受けて、吸収した魔力による渾身の刺殺魔法を発動させ、力尽きた。
マジョルカ
声 - 高野麻里佳
左耳の先端が欠けている魔法士。目が隠れるほど長い前髪とそばかすのある女性。顔付きなどは似ていないが、フーの妹。フーが内緒にしているものの、フーが兄であることに気づいている。
物語が開始される4年前にスターリアをストーキングしていた不審者で、スターリアに捕獲される形で入団。以降も非公式団体「銀器姫を敬愛する会」の会長となって、スターリアへは相変わらずストーカーのような好意を寄せている。スターリアがラグナに惚れてしまって以降は、ラグナを一方的に敵視。ラグナに兵団の武具に銀気を込めさせる際、ラグナに会員達と戦わせた。
その体には転位のための魔法の表現がある。クリムゾンが転位魔法を強奪しようとした際、転位魔法が発動。クリムゾンを演習場から強制的に転位させた。
国外への転位後はフーの手により睡眠薬を飲まされ、他の魔法士と共に太陽神教に預けられた。
ナサレナ・テルジアン
声 - 嶋村侑
第2王女付き教育係。幼いころのスターリアが手をつけられないほどの癇癪持ちであったために雇われた。スターリアが王族であるにも関わらず、彼女への態度は無礼にして辛辣。ラグナに浮かれているスターリアを、度々殴って正している。ちなみに、スターリアが結婚することで莫大な報酬（危険手当含む）が支払われる契約となっている。
また暗殺者でもあり、スターリアがレーゼに叛逆した際は彼女を暗殺する任務を持っている。戦争編ではオルト・ゾラに察知されることなく接近し、一瞬の隙をついて奇襲を仕掛けている。銀装兵団が王都突入前に、王都に潜入を行って偵察。王都ではアルテマティアの脳天に一撃を与えている。
実は太陽神教の工作員で、スターリアが失脚した場合に太陽神教へ勧誘する任務も帯びている。このように複雑な立場の彼女だが、その立場に関係なくスターリアの事を案じる良き理解者となった。アイザックはスターリアとナサレナの関係を「友人のよう」と評している。ナサレナと出逢ってからのスターリアは急速に人間性、社会性を獲得していった。
翼の血族壊滅後も生存し、スターリアと共にクリムゾンに保護された。

### 太陽神教
デュラ・ポロ・ネルロ
「太陽の聖人」の導士名を持つ太陽神教の滅竜導士で、太陽神教の最高指導者。その外見は火がついた骸骨。常に鎖で拘束されており、司教座と思われる椅子に座っている。
カルラ
声 - 上田麗奈
「時の聖女」の導士名を持つ太陽神教の滅竜導士。アルテマティアと同様、時操魔法を使用できる。複数体存在するがその顔と声、口調、仕草は全てアルテマティアと同じ。発生した事象を全て太陽神の意志に基づいた結果と捉え、他者からの共感を得られない独善的な言動をする。アルテマティアを嫌悪するラグナは彼女を見ると嘔吐している。
作中では銀装兵団の転位先で登場。銀装兵団と取引し、避難したレーゼ民の保護と兵団の王都突入のための転位用の魔力を提供。さらに転位する兵団全員に時操魔法に抵抗できる処置を施す。ただし、この処置により避難先にいた個体達は急速に老化。兵団の勝利を期待する言葉を告げた後、死亡した。
アメンにおいては他の個体達がラグナを客人として出迎えたり、他の滅竜導士への案内などを担当している。
ガイン
「骸の聖人」の導士名を持つ太陽神教の滅竜導士。全身にいくつかの縫合の痕がある若い男性の姿をしている。骸兵を製造し使役する。
ラクーシャ
「虹の聖女」の導士名を持つ太陽神教の滅竜導士。右目を眼帯で隠している女性。
ラプテリカ
「竜の聖女」の導士名を持つ太陽神教の滅竜導士。角を生やした褐色の女性。語尾に「〜ニャ」もしくは「〜ニャー」とつけて話す。
ギュスター・ノア
「網の聖人」の導士名を持つ太陽神教の滅竜導士。スーツにサングラスという姿の中年男性。初登場時は通信端末を用いて、戦線に理不尽な指示や叱責をしている様子が描かれている。
トールギル
「超兵」の導士名を持つ太陽神教の滅竜導士。筋骨隆々な大柄の男性。
ニム・ハムニム
「牢獄の聖女」の導士名を持つ太陽神教の滅竜導士。
マリオネッタ
「機会の聖女の導士名を持つ太陽神教の滅竜導士」。他人を「ナマモノ」と呼ぶ少女のような姿をしている。既に知られた「ふとんがふっとんだ」という駄洒落を思いつき、高度なギャグとして披露した。
オルゴール
「預言者」の導士名を持つ太陽神教の滅竜導士。髪は黒くバイザーをつけて顔を隠しているが、正体はクリムゾン。
リ・ハクレン
「不老剣士」の導士名を持つ太陽神教の滅竜導士。若い男性の姿であるが、何度も訪問している大神殿の最上階の事を忘れているなど、記憶力に問題がある。
リ・ルオシー
太陽神教の一等神民。10代前半の黒髪の少女。滅竜導士ではなく、リ・ハクレンの弟子と介護を務めている。

### 翼の血族
アルテマティア
声 - 上田麗奈
「第一位階」であり、竜王にして血主。竜名は「天翼竜」（てんよくりゅう）。人間形態時は若い娘の姿をしている。基本的に柔和な性格で礼儀正しく、争いを嫌う。その姿勢は人間に対しても崩さないため、出会う人間に好意的な第一印象を与える。しかし竜の神には忠実。他者の身に起きた悲劇を、満面の笑顔で神の啓示として捉えるため、ラグナにとっては気持ち悪い存在。
戦闘に不慣れであるが時操魔法を使い、竜王の中では最も魔力を持つため、十分に強大な存在である。肉体が損傷すると自動で自分の時間が巻きもどり、肉体が再生される。
竜王になる前は製造番号19835のカルラ。当時の太陽神教17前線基地では負傷兵の治療を行う要員が不足していたため、誕生から1年2ヶ月しか経過していない状態で配属された。魔力と稼働可能な年数が他の個体よりも優れているが、カルラとしての役割と、自分の尊厳との間にある齟齬に悩んでいた。2年後には戦線を襲撃した雷獣(当時10歳だった、後のウォルテカムイ)と遭遇。彼に恫喝された際、ついに自身の役割についての我慢に限界が来て、怒りながら負傷した彼を助ける。その後彼が一方的に立てた「神様から解放する」という誓いを心の拠り所にして、少しずつではあるが自らの幸福を追求するようになった。しかし太陽神教とは異なるその価値観を、後の個体達に教えるようなったことで、彼女の後の個体達も自らの幸福を優先するようになる。結果、彼女の後のカルラ達は度重なる命令違反をし、各戦線は崩壊。加えて雷獣と内通していたことが神教に発覚。19835番の教育を受けたカルラは全て処分され、雷獣は捕縛される。太陽神教に背任を咎められている最中に、竜の神が降臨。信仰の対象を太陽神から竜の神に変えて、翼の王となった。
レーゼ滅亡の指示を竜の神から受けた際、可能な限りレーゼの王国民が死の恐怖と苦痛に晒されないよう配慮し、ネビュリムの霧散結界で秘密裏に殺害する方法を採用していた。
王都にてラグナと遭遇時は時操魔法で応戦。開戦当初からラグナの銀気闘法により圧倒されていた。だが世界の時を開戦前まで巻き戻し、直後に静止させたことで劣勢を挽回。しかし、ラグナに「翼の血族」の血が混ざっていることを知らなかったため、時間を止めている最中にラグナの攻撃を受けてしまう。即座に時間を巻き戻したが、これにより時操魔法への自信を失った。以後、時操魔法が使えなくなる。
銀装兵団が王都攻略を開始したときは王都にある異空間で祈祷していた。その最中にクリムゾンが奇襲を仕掛けたため、竜形になり応戦。その途中でボルギウスの援護とフェルビゴートの崩界が介入し、辛くも異空間から脱出した。続く銀装兵団の襲撃の最中に、今度はラグナとウォルテカムイの戦いに巻き込まれる。ウォルテカムイがラグナに敗れ消滅した際のショックにより、時操魔法が再び使えるようになった。世界の時を巻き戻そうとしたが、背後からへゼラの銃撃を受け、致命傷を負う。
絶命寸前のアルテマティアは日陰を探し彷徨う。竜の神に救いを乞うが叶わず、肉体が燃え始める。竜の神への信仰をも失った中で、ウォルテカムイの誓いや彼に言われて嬉しかった言葉を思い出し、「宙斬」の作る影の下で死亡した。
ウォルテカムイ
声 - 諏訪部順一、田村睦心（少年）
「第二位階」であり、竜名は「雷爪竜」（らいそうりゅう）。作中ではよく「カムイ」と呼ばれる。人間形態時は若い男性の姿で胸に8つの刀傷を持つ。雷爪「宙斬」を所持している。
生まれながら雷の魔法を使用し、雷と同様の速さで移動できる。自分に敵対する者を倒し、その強さを奪うことを繰り返すことで強くなっていった。翼の血族になる前から既に常軌を逸した強さと肉体再生能力を所持。ディザス・トロワと位階が1つ違うだけだが、その強さは他の上位竜より圧倒的に高い。クリムゾンは「暴力の天才」と評し、ラグナも万全の体制でない場合は倒せないことを認めている。
好戦的で無頼な性格。度々勝手な行動をとり、加えて冗談でアルテマティアをからかうため、アルテマティアにはぞんざいに扱われる。作中では何度かアルテマティアによって暴力的な抵抗や制裁を受けている。
10歳の頃は竜と太陽神教の双方に攻撃を仕掛ける存在になっており、太陽神教に「雷獣」と呼ばれていた。滅竜道士と咆哮の血族双方に戦闘を仕掛けるが敗北し負傷。第17前線基地に落下した時に製造番号19835のカルラ（後のアルテマティア）と出会う。この時に時操魔法で治療された恩義から、彼女を「神様から解放する」という誓いを勝手に立てて彼女のために行動するようになった。
その数年後に爪牙の血族の1人を殺害して、雷爪を強奪。自身の強さに合う強敵がいないことで密かに悩んでいたが、爪牙の王ギルゼアから「尖った天才になりたまえ」と助言を受けた。
レーゼ滅亡の指示を竜の神から聞いた際、アルテマティアの思惑を無視して勝手にドナピエルーを襲撃。その後アルテマティアに罰せられていたが一時中断、ミハイルの討伐に向かう。この時に「死神」ラグナの情報を入手する。
戦争編では銀装兵団と翼の血族の争いの一部始終を密かに観戦していた。ラグナを「死神」と特定した後にスターリアを襲撃し首を切断。死んだように見せかけた彼女の体をラグナの前に晒すことで挑発し、転位直前の9秒間でラグナと激戦を繰り広げる。その戦いでラグナを自身の強さに合う強敵と認め、全力のラグナとの戦いを望む。そこで自らが拉致したスターリアに、雷爪に匹敵する武具の製造を強要する。
王都に突入したラグナと再会後は、ラグナが万全の体制になったことを確認し。自身も竜形になる。ラグナとの戦いは王都はおろかレーゼ国内の中では収まらず、大気圏の外にまで発展。銀彗星によって補強されたラグナに劣勢を強いられていたが、戦いの最中に自身の才能が開花。宙斬と融合し雷神闘法を編み出した。地上にいるアルテマティアとアイザック、ナサレナが恐怖に怯える程の強さを手にし、ラグナを圧倒する。地上でラグナとの決着をつける際は彼の狩竜双閃を回避するつもりだったが、背後にアルテマティアがいたため、竜形になり正面から向かう。絶対の自信で挑んだが、ラグナの技を前に敗北。消滅した。
ディザス・トロワ
声 - 武内駿輔
「第三位階」。人間形態時は変形した脚と尾を除けば美形な青年。しかし捕らえた女性達を痛めつけ、その叫びが風に掻き消えていくことを好む残虐な性格。竜巻を発生させる能力を持つ。その竜巻に襲われた人間は風に切り刻まれ、地獄の苦しみを味わう故に、付いた竜名は「風獄竜」（ふうごくりゅう）。竜形になった場合、人間形態時より強力な竜巻を最大同時に8つ作り出し、自身も強大になる。
作中では自身が発生させた竜巻でトルティエールを襲撃。襲撃後はボルギウスの指示で待機し、レーゼ王国外からの攻撃に備えていた。その後、クリムゾンの指揮の下で雪辱を誓ったミハイル一味と交戦。冒頭でクリムゾンから挑発され激昂こそしたものの、相手を格下と捉え全力を出さないまま応戦。そのまま油断をつかれ、竜形になることなく人間形態のまま狩られた。戦闘における気構えの重要性を物語る例として、この一戦は作中で話題にされる。
風と会話できるかのように装い、何かと「風もそう言っている」などと口にする。しかし実際は風と会話している訳ではなく、ただの一人芝居に過ぎない。アルテマティアに声をかけられると動揺する。
ボルギウス
声 - 堀内賢雄、小西克幸（再生完了後）
現代では「第四位階」で、竜名は「森海竜」（しんかいりゅう）。アルテマティアやネビュリム達からは「先生」と呼ばれている。言葉遣いは老人語。普段は人間に寄生し、その右腕の部分から首を現している。作中ではレーゼの大臣に寄生し、正体を隠していた。攻撃手段は人間の血液を吸収し、自身の口から放つ「咆撃」（ほうげき）。
実はクリムゾンが血主のころからの上位竜で、「蠢く木陰」の真の支配者。アルテマティアが血主になって以降は、血族の再興のために血族に尽くしていた。既に自身の死期を悟っていた中、時操魔法が使えなくなったアルテマティアを守るため、殺戮された王都民の血液を使って自身の肉体の再生を開始する。
再生完了後は若い男性の姿で登場。王都に突入したゴーレムとキメラに対し、蠢く木陰で組成した巨大な竜で対抗。ゴーレムの陽光兵器とキメラの能力により劣勢を強いられていたが、ネビュリムから空間魔法を継承することで状況が一変。「シン・ボルギウス」となりゴーレムとキメラの体内から蠢く木陰を増殖させて逆転勝利した。その後別空間にいるアルテマティアを救出したが、今度はフェルビゴートの崩界を受けて敗北。敵の首魁がクリムゾンだったことをついに知り肉体が燃える中、アイザックに首を刎ねられ死亡した。
レオが殺害された未来では「第七位階」で竜名は「腕竜」（かいなりゅう）。
シン・ボルギウス
ネビュリムから空間魔法を継承したボルギウス。蠢く木陰で組成された二足歩行の巨人で、ネビュリムの翼が右腕の役割を担っている。作中では名称が不明であるが作者のXにより判明した。
タラテクトラ
声 - 竹内良太
「第五位階」で、竜名は「爆塊竜」（ばくかいりゅう）。人間形態時は「翼の血族」の中で最も大柄である一方、顔つきが人のそれではない。「翼の血族」の戦争のプロで、オルト・ゾラのことを「戦友」（とも）と呼ぶ。一方でオルト・ゾラからは「タラちゃん」と呼ばれ、その度「タラちゃんはよせ」と返すやりとりがお決まり。
「成りかけ」の期間が1年しかないオルト・ゾラより位階が上だが、「成りかけ」から「成竜」になるまで20年かかった。血族としての資質がないことを自覚しているが、人のころから行ってきた武術の鍛錬を継続する努力家。また武人気質でラグナとの対決開始時に名前を尋ね、同じく才能なき武を持つラグナの強さに敬意を表している。
竜形時は2本の腕とは別に、4本の砲身のような肢を背面に持つ。魔力の消費に対するコストパフォーマンスに優れ、さらにラグナの斬撃が通らない程の頑丈な体になる。これは長い期間をかけて、自身の肉体を自ら改造した結果である。その鍛えた武術での肉弾戦の他に、腕と前述の肢を合体させ竜形ならではの技を繰り出す。
血族になる前の、人としての名前は「アーノルド」。ラクーシャ姫を君主として崇め、一人の武人として敬愛し仕えていた。一方で人間の頃のオルト・ゾラがラクーシャ姫を一人の女性として愛していることを知っていた。だが当時の翼の血族との争いでラクーシャ姫が殺害され、祖国が崩壊。人間であった頃のオルト・ゾラと共に復讐の旅に出る。アルテマティアと遭遇したが敗北し、翼の血族に迎え入れられた。
血族に迎え入れられた後、オルト・ゾラと共にラクーシャ姫の墓参りをする。この時、ラクーシャ姫の墓前で姫への愛情を思い出せず悩むオルト・ゾラに対し、武人としての生き方と誓いの言葉を告げる。だがこの時の言葉を、愛する人を失ったオルト・ゾラが自身の人格を変えてしまう一因と捉えており、現在のオルト・ゾラに負い目を感じていた。
以降は、戦争のプロとして「翼の血族」に軍事行動で貢献する。アルテマティアの指示によりオルト・ゾラと共に銀装兵団を襲撃。上空から突撃を行った際にラグナの迎撃を受け、そのままラグナと交戦。ラグナの狩竜閃に対抗する形で轟震砲を使用し、一時的にではあるがラグナに勝利している。戦いの終盤にスターリアの抑止具現、思念合一、クリストファーによる投擲の直撃を辛くも避けるが、別方向からやって来たラグナの狩竜閃が直撃。直撃の際に自ら爆発することで威力を減衰させ、即死こそ免れたが、絶命寸前の状態になる。オルト・ゾラに謝罪の言葉を告げ、銀装兵団を道連れにする目的で自爆を開始。その自爆もスターリアの援護を受けたラグナによって押しとどめられてしまうため、自爆で発生したエネルギーをラグナに向けて集中させる。だがラグナの銀気闘法によりそれも食い止められ、消滅した。
オルト・ゾラ
声 - 置鮎龍太郎
「第六位階」で竜名は「狂操竜」（きょうそうりゅう）。人間形態時はメガネをかけ長髪で一見女性に見える。しかし実は男性で、いわゆるオネエ。「翼の血族」では軍の管理と統率を担っている。タラテクトラと同様、戦争のプロ。
薬物生成の魔法を敵に毒として使用するだけではなく、自軍の竜に対しての強化薬として使用しその戦闘能力を高めさせ、催眠効果で完全に制御・統率を行う。オルト・ゾラが指揮をした竜の軍勢は、実際の数の５倍相当の戦力を持つと評される。また、この他に自身の血液を介して視覚器官を増やす能力も持ち、戦況を正確に把握する。
洞察力と推理力が優れている。銀装兵団との戦いで指揮官として参戦した際、兵団内に王都を爆破した犯人（クリムゾン）がいることを察知。また兵略にも長けているが、目的のために手段を選ばない。銀装兵団との戦いでは竜だけではなく、催眠状態に陥れた一般人や人間の子供に攻め込ませ、兵団の士気に揺さぶりをかけた。
人間のころはタラテクトラと同様ラクーシャ姫に仕えており、「若手一の知恵者」と称されていた。当時は男性としてごく自然な性格と容姿で、ラクーシャ姫を女性として愛していた。姫が殺害されて祖国崩壊後にアーノルド（のちのタラテクトラ）と復讐の旅に出る。アーノルドと共に翼の血族に迎え入れられたが、この時にかつての部下たちへの親愛の情と、ラクーシャ姫に対する愛情を失ってしまう。ラクーシャ姫の墓前でもその感情が思い出せないオルト・ゾラは、タラテクトラの武人としての誓いの言葉を聞き、かつての仇であるアルテマティアに仕える決意をする。この時に自身の人格と外見を変え、現在のものになった。
戦争編では指揮官として北部演習場に一般人と立て篭もる銀装兵団を襲撃。しかし銀装兵団の戦いぶりとスターリアの姿を見たことで、ラクーシャ姫やかつての部下との思い出が脳裏に浮かび動揺。人の頃に失った様々なものをスターリアに重ねて見てしまう。この戦争の指揮官でありながら任務に集中できなくなり、隙を突かれてタラテクトラが致命傷を負ってしまう。致命傷を負ったタラテクトラに自爆を指示した後、戦場から撤退。この時にタラテクトラからの謝罪の言葉を聞くが、その真意を理解できないまま不安定な精神状態になった。
銀装兵団が王都に突入した際は、不安定な精神状態の中で迎撃。竜形となって抵抗するが、戦争を経てさらに強くなった兵団に劣勢を強いられる。自分に対し３００％の狂化を施し暴走に近い形で兵団を圧倒し始めたが、各兵団員達の捨て身の攻防により敗北。本来の人格に戻った状態で兵団の健勝を讃え、アイザックに止めを刺された。
ネビュリム
声 - 山下大輝
現代では「第七位階」で、結界魔法の使い手。人間形態時は黒髪の少年の姿で、竜形では黒い竜になる。ウォルテカムイですら存在した「成りかけ」の期間を、一切経ることがないまま成者になったため、その資質はウォルテカムイ以上と思われている。
ラグナと同様やや内向的な性格で、人混みに酔って嘔吐したこともある。アルテマティアを慕っており、彼女を守るためであれば死も覚悟する程。同時にウォルテカムイに憧れている。
王都では霧散結界を使い、市民を人知れず殺害していた。ラグナとアルテマティアの戦いが始まる前、背後からラグナの攻撃を受け戦闘不能に。しかしこの時に自身のみを対象にした治癒結界で辛くも生存していた。行動可能になるとすぐに拘束結界でラグナの動きを阻害したが、横に居た悪いスライムに捕食され失敗。アルテマティアが世界の時間を巻き戻したことで復活したが、その後停止した時間の中で襲いかかるラグナから、アルテマティアを守ることができなかった。この戦いで成果を上げられなかったという強い悔恨が引き金となり、才能の一部が開花。一人称が「僕」から「オレ」に変化し、十代半ばの青年の姿に変わった。これ以降、ラグナ達に対しては強い殺意を持つ。
その後独自にクリムゾンが残した空間魔法を解析し、王都周辺を夜が明けない空間にする。限定的ながら空間魔法が使用できるようになった。ボルギウスはこの成果に驚愕し、改めてネビュリムの才能を認める。
銀装兵団とクリムゾン一味が王都に攻め入った際は空間魔法で血族を援護。クリムゾンが王都への空間魔法に攻撃を仕掛けた際は意地で抵抗を試みるが、またも横に居た悪いスライムに捕食された。捕食された際に自身の空間魔法をボルギウスを引き継がせ、敗北。悪いスライムに消化されなかった遺体は、ボルギウスによって弔われた。
しかし経緯は不明だが、実は生存しており、ギルゼアによって弟子として保護されていることが判明している。
未来ラグナと遭遇時は「第四位階」で、竜名は「結界竜」。現代での初登場時よりも成長した姿になっている。
メルグブデ
声 - 塩屋浩三
捕食魔法の使い手で「第八位階」。未来ラグナと遭遇した際の竜名は「肥満竜」。その竜名の通り、作中では肥満体の男性の姿をしている。人間形態、竜形共に頭部だけではなく、腹部にも口がついている。竜形では手足がそれぞれ4本、1対の翼が生えている。
食通であり竜の神の好みを理解する目的で、人間のコックに人間が食べる料理を作らせた。しかしメルグブデにとっては人間そのものの味の方が好みであるため、作られた料理を試食後、そのままコックを捕食してしまう。
「蠢く木陰」を使い、グリュムウェルテ撃破後のロナベーラに侵攻。しかしラグナに銀気闘法で応戦され、顔面を破壊される。竜形に変身後はラグナの捕食を試みたが、その際にラグナが投げた気を飲み込んでしまい、爆散した。
名前の由来は「デブ」と「グルメ」を足して、逆さに読んだもの。雑誌掲載時は「第七位階」だが単行本では修正された。単行本1巻では本編で見られなかった痩せた姿が、「結果にコミットしたメルグブデ」という説明文と共に描かれている。
ドルニーア
声 - 河本啓佑
「第九位階」で刺殺魔法の使い手。竜名は「剣山竜」で「〜ヨ」という語尾が特徴。レオが殺害された8年後の未来では生存しているが、歴史が改変された現代では3月8日時点で銀装兵団との戦いに敗れ、既に死亡している。
グリュムウェルテ
声 - 子安武人
「第十位階」で強化魔法の使い手。強化魔法を受けた対象はその効果が強いほど黒みを帯びる為、「黒魔竜」（こくまりゅう）という竜名をもつ。ただしグリュムウェルテ自身が血族の中では若い理由もあり、その能力が十分に使いきれていない。人の姿の時の見た目は屈強な中年男性で、自身の血から炎や、黒く鋭利な触手を複数本作り出し攻撃してくる。竜の神からレーゼ王国を滅ぼすことを指示された際、アルテマティアの命令によりロナベーラを襲撃。
改変される前の歴史ではロナベーラを陥落し、ラグナを庇ったレオを殺害する。しかし改変される歴史では銀気闘法で迫ってくるラグナに畏怖し、竜形に変身した直後にラグナに凍らされ破壊された。
竜形は単行本1巻の表紙にも描かれている。なお本編とは関係がないが、プライベートでは全裸派。
バロム・シュエラ
声 - 佐藤拓也
「第十三位階」。竜形時の鱗は鋼鉄より硬い。ロナベーラ近くの廃村で人々を襲っている最中に、ラグナの銀気創剣で投げられた銀剣を喰らい死亡。
未来ラグナと遭遇した際は「第十一位階」で竜名は「百足竜」（ムカデりゅう）。長身痩躯の男性のような姿をしている。
ウルシュガウルン
声 - 金子隼人
4本の腕とライオンの雄のような立て髪を持つ「第十三位階」。「溶解魔法」を使用する。成者になるために冷静さの必要性を認識しているが、実際は要所要所の場面で勢いに任せた手段を取っている。
戦争編にて北部演習場を地中から侵入。途中スターリアの結界に阻まれながらも演習場の貯水槽に到達した。その後道中の結界を溶解魔法で破壊しつつ前進していたが、睡眠不足で不機嫌になっていたフーと遭遇。彼の刺殺魔法によって敗北し、魔力を吸収されて死亡した。
シャンティオラス
声 - 江口拓也
鳥面と長い尾を持つ筋骨逞しい人型の「第十三位階」。「殴殺魔法」を使用する。翼の血族となって10年経つものの未だに成者に至らないことに劣等感を抱いている。
自分なりに考えた奸計でガーネス軍を脅迫し、レーゼからの避難民を皆殺しにさせようと目論む。ただし当人が不器用な為、その計画の実行ぶりは杜撰。レオとユゴの抵抗も加わって、結局計画は破綻。自らの手で避難民の皆殺しを試みる。レオ・ユゴとの戦いで致命傷を負うも、死の淵に抱いた執着により成者へ成長を遂げ復活する。レンガ状の外皮と伸縮自在の拳を尻尾にも備えた竜形に変身してユゴを戦闘不能にし、レオを圧倒するが、激戦の末に敗北し、自身の敗北を認められないまま死亡する。
未来ラグナと遭遇時は「第十二位階」で、竜名はない。人間形態時は若い男性の姿をしている。
プラチナティアラ号
声 - 小松奈生子
アルテマティアの成竜で、四足歩行をし背中に翼が生えている。翼からは魔力弾を放ち、時操魔法の1つである「時間の静止」を使用し、6秒ほど時間を止めることができる。ただしこの「時間の静止」は再度使用するまでに最低で7秒の時間を要する。
銀装兵団との戦いでは「時間の静止」を使用した後の隙を、同伴しているネビュリムの成竜が使用する守護結界で対策していた。アイザックが防衛している基地に地下から侵入。「時間の静止」を行い、その最中に魔力弾で攻撃することでアイザックの部隊を圧倒した。しかしクリムゾンにより白色閃光手榴弾が投擲された際に「時間の静止」を行なってしまう。この手榴弾には「時間の静止」の瞬間を検知して発動する調整が加えられていたため、静止した６秒間の中で蓄積された太陽光を浴び続け、悶絶の末死亡した。
成竜の中では最強クラスの存在であるが、アルテマティアの成竜としてはこの1体のみ。また時操魔法の1つである「時間の巻き戻し」と、魔法の影響を受ける対象の選別もできない。なお、名付け親はオルト・ゾラ。アニメでは名は明かされず、キャスト紹介では「アルテマティア成竜」とのみ表記された。

### 鱗の血族
コウ・テンラン
鱗の王で竜名は「月鱗竜」。人間形態時は着物を纏った妖艶な女性のような姿をしている。

### 爪牙の血族
ギルゼア
爪牙の王で竜名は「殺尽竜」。両手には手錠がかけられているが、浮遊する２本の剣で攻撃する。一人称は「吾輩」。宙斬を強奪したウォルテカムイを確認する目的で斬りかかり、難なく勝利するほど強大。この強大さ故、彼女を目撃した弱者は死亡する。生存した場合でも彼女と会った記憶を失う。
プアルアザンに出没した際はレーゼ避難民3315名が死亡、ユゴ、ユリウス、ダリウスは彼女と会った記憶を喪失している。最強になることを望むレオを弟子として勧誘した。その後、レオとサイクス、既に弟子にしていたネビュリムと共にアメリカ大陸へ向かう。

### 咆哮の血族
バグラム
アルテマティアと同様に代替わりで王となった、咆哮の王。竜名は「言実竜」。人間形態時はマスクをはめた黒いロングコートを着た青年のような姿をしている。竜形では四肢で歩行し、巨大な尾を持つが、やはりマスクをはめている。自身の発言を現実化する魔法を使用する。
ガルガンティーナ
竜名は「重鎧竜」(じゅうがいりゅう)で第二位階。ゲヘナホールの第四層「均しの大地」の管理者で血族内では「ティーナ」と呼ばれる。初登場時はバイザーがついた鎧を装備。重力を操作する魔法を使用する。
ルポア
竜名は「幻霧竜」でゲヘナホールの第一層「霧の竜巣」の管理者。人間形態の時点で、竜の顔つきをしている。
ラピスドッツォ
ゲヘナホールの第二層「無限迷宮」の管理者。竜名は「迷宮竜」。芸術家を自負しており、無限迷宮を自身の芸術作品だと思っている。このため迷宮をラグナが破壊しながら強行突破した際は泣きながら絶叫した。
エルン・エスキー
竜名は「氷角竜」。人間形態時は頭部に１対の角を生やし、布マスクを付けた女性の姿。気温マイナス80度の世界であるゲヘナホールの第三層「氷冷大絶海」の管理者で、対象を凍らせる魔法を使う。しかし当の本人は冷え性で、初登場時は氷冷大絶海の寒さで震えていた。

### 眼の血族
シグマリオ
眼の王で竜名は「盲目竜」。人間形態時は眼鏡をかけた優男風の青年のような姿をしている。

### 骨の血族
バンコ
骨の王で竜名は「不滅竜」。現在は大陸南東の海中に封印されている。
グレストノウァク
骨の血族唯一の生き残りである「第二位階」。竜名は「機竜」で、「最強最古の第二位階」と呼ばれている。

### その他の人物
レオニカ
声 - 水瀬いのり
ラグナと行動を共にする12歳の女の子にして狩竜人。通称「レオ」。顔に額から右の頬にかけて斜めの傷がある。一人称は「ボク」。あくまでも噂にすぎないとはいえ30体とも50体とも言われる数の竜を討伐したと称される自他共に認める天才少女で、ロナベーラ内では最も強く討伐数を挙げている。「神童レオニカ」、「狩竜の申し子」、「銀剣に愛された少女」と呼ばれている。「弱いから死ぬのであって、竜より強ければ死なない」と考え、自分こそが最強になれることを示すために狩竜人になる。何度も竜に襲われながらも生き残るラグナを気に入り、「竜と縁があることは悪いことではない」と説きラグナを狩竜人に誘った。
本来の歴史では、ロナベーラを襲撃したグリュムウェルテの攻撃からラグナを庇い死亡し、ラグナを無謀な復讐へと進ませるきっかけとなる。しかし強さを引き継いだラグナの手により、その運命は回避される。
生活力はなく入浴時の体を洗うこと、体の乾かし、着替え、寝る前の歯磨きなどを含め、身の回りの世話は全てラグナにやらせていた。無邪気な性格で、物事は全て直感で判断し、しかし大人顔負けの戦果を出す。ラグナにとっては英雄であり崇める対象であったが、実はレオにとってもラグナは精神的な依存対象であった。
だが、自分より遥かに強くなったラグナから別々に行動することを提案された際、ラグナに対する稚拙な本音が吐露される。この時決心したラグナに斬りかかるが逆に地面に叩きつけられ、そのままラグナと別れてしまう。その後しばらくはプアルアザンにあるサイクスの邸宅に身を寄せ、最強になることを諦めていた。
3月12日深夜、シャンティオラスに脅されたガーネス兵の襲撃を受けた際に返り討つ。その後ユゴと共闘して黒幕であるシャンティオラスと戦う。戦闘中にシャンティオラスが成者となったが、退く事なく立ち向い狩ることに成功した。この戦いで更に強くなったレオは、改めて最強になることを心から望む。しかしその時に怯える程の強さを持つギルゼアと遭遇。ギルゼアを倒すために、誘いに応じる形で彼女に弟子入りした。
未来ラグナ
声 - 神奈延年
銀気闘法を編み出した、別の時間軸のラグナ。
ロナベーラが襲撃されレオが殺されてしまったことで、レオが使用していた銀剣を手に全ての竜を狩り尽くす復讐を始める。当初の竜との戦いは連戦連敗であったが、死ぬことはなかった。戦いと修練、そして敗北を延々と繰り返すことで自身の限界を幾段も超えて強くなっていった。
レオが死亡した8年後の未来ではアルテマティアによって血の剣を心臓に突き刺され、「翼の血族」の竜に改造されそうになる。しかし、肉体が血族化されていくその最中に銀剣で心臓を刺すことで血族になることを防いだ。この2年後、自身の肉体を銀剣と捉えるようになり、実際に自身の右腕が銀剣と融合し始める。銀剣と完全に融合した後は、体内の銀気を増幅させる術、銀気を自在に操る技術を身につけ、ついに銀気闘法を完成させる。
しかし復讐が失敗し人類が竜と戦いに敗れたことで、自分が得た強さの意義が無くなったことを嘆く。そこでロナベーラ襲撃時の自分にその力を託し、未来を変えることに成功。この時立ったまま死亡した。
無謀な復讐を行う過程で新たな仲間との出会いもあったが、結局守れず失うという経験をしている。このため「自分と関わって良い人間は死んでもいいやつか、死なないやつかのどちらかだ」と信じ込んでいる。感情の表現は乏しくクリムゾンと初めて会った時は敵意剥き出しであった。しかし未来を変えてレオを守ることに成功した際、その死に顔は穏やかであった。
サイクス・シャルルーク
声 - 小野友樹
ロナベーラの狩竜人。ロナベーラ内ではレオに次ぐ実力であるが、レオからは「二番手の人」とばかり呼ばれており、ほとんど名前で呼ばれない。ダリウス、ユリウスという子分がいる。銀の槍が得物。
親と親戚を竜で失ったラグナを買ったが、使用していた別邸で竜に襲われた過去がある。その直後にラグナを責めて暴力を振るっていたが、今度はそれを目撃した通りすがりのレオに叩きのめされた。ラグナに対しては辛辣だが町を守る為に戦ったり、倒れたラグナを助けてくれたりと基本的には善人。
実は国々を股にかける大商人の家柄「シャルルーク家」の御曹司。ロナベーラ脱出後はその財力権力を駆使して、ロナベーラの難民の面倒を見る。
シャンティオラスに脅されたガーネス兵の襲撃を受けた際は、レオと共に迎撃。ギルゼアと遭遇した際も生存し、かつギルゼアと遭遇した記憶を保持したままであった。それを理由にし、ギルゼアに弟子入りしたレオに同行する。
ミハエル
声 - 佐々木義人
レーゼとは違う国から来た狩竜人。トルティエールにてディザス・トロワの襲撃を受け、仲間と共に市民を見捨てて逃亡。ロナベーラ付近の廃村でバロム・シュエラと交戦中にラグナと出会う。ラグナにディザス・トロワの討伐を依頼するがクリムゾンの計画により、最終的には自分たちの手でディザス・トロワを狩り、雪辱を果たす。
その後ラグナ達と別れたがウォルテカムイの襲撃を受け仲間と共に死亡。殺されるその間際、ラグナによって狩られることをウォルテカムイに宣告した。
単行本5巻の表紙裏に、ラグナ達と別れてからウォルテカムイの襲撃を受けるまでの彼らの行動が説明されている。
フェムド・レーゼ
声 - 松山鷹志
レーゼ王国を治めている国王。有能で統治者としての責任を持ち、竜の脅威については頭を悩ませていた。
ドナピエルー壊滅の報を受けた直後、アルテマティアが謁見。レーゼが滅ぼされることを防ぐため、アルテマティアに対し交渉をするが決裂。止むを得ず覚悟を決めて陽気壁陣の攻撃転用でアルテマティアの抹殺を試みた。しかしボルギウスの攻撃により失敗し、逆に本人は本物の死の恐怖と苦痛を味わう。アルテマティアの「時操魔法」により身体は修復されたが恐怖と苦痛の記憶は残っており、以降は「翼の血族」の傀儡と化した。その後の消息は描写されていないが、オルト・ゾラによる虐殺によって死亡したものと思われる。
ペレイロ
声 - 大泊貴揮
物語開始より7年前にいた、レーゼ王国の中将。ガーネスと密通しクーデターを画策していたが、直感で察知したスターリアに白昼堂々殺された。なおペレイロの計画が明るみに出たのは、スターリアに殺された後である。
ユゴ・ロブレス
銀装兵団の元剣士長。ドナピエルーに家族がいる。銀装兵団の国外逃亡計画には参加せず、レーゼに残る選択をとる。その際の後任としてシンを指名した。
家族と会うために、プアルアザンを訪問。しかし家族発見には至らなかった。またここで、レオとシャンティオラスに遭遇。レオに助太刀する形で竜と応戦。レオが戦いの中さらに強くなる瞬間を目撃した直後にギルゼアと遭遇。この時に気絶し、意識が回復後もギルゼアと会った記憶を失っている。
その後銀装兵団との再会を目指し、ネプレハンから太陽神圏内に船で旅立った。
ラクーシャ姫
声 - 和久井優
まだ人間だったオルト・ゾラとタラテクトラが仕えていた王女。初出時には既に故人であり、どの国の王女であったのかも明らかにされていない。右目を眼帯で隠しており、王位継承権第6位の身でありながら、自国の王になる野望を持つ。生まれつきの異能とカリスマで多くの武人を率いて様々な武功を挙げた女傑であり、太陽神教の滅竜導士となった。
竜の神
各竜の血族や王よりも上位に位置する存在。各血族の王にとっては崇拝する存在であり、ラグナとクリムゾンにとっては狩るべき対象。ドナピエルーのケーキ屋「銀のヒヨコ」の菓子を気に入っていた。しかし、「銀のヒヨコ」が潰れたためレーゼを滅ぼすことを指示。その指示の後はレーゼのことを忘れてしまっている描写がある。
クリムゾンによるとその実体はなく、各竜王が無視できない姿で現れるとのこと。アルテマティアの回想では、カルラ19835番が太陽神教から背任の罪を咎められている中、処分されたカルラ達の首から流れ出る血が結集する。その血で組成した肉体を得て19835番を翼の王になるよう唆した。このためかアルテマティアが見る竜の神はカルラの幼体と同じ肉体を持ち、背中から１対の翼を生やす。しかしその翼は処分された幼体達の怨嗟と苦痛に歪んだ表情で構成されていた。

## 用語

### 竜
本作では人類の天敵となる生物。その体には「気」が流れていない代わりに、血液には魔力が流れている。また太陽光と銀気が弱点。知性と能力、出自により上位竜、中位竜、下位竜の3種に大別される。一般的なイメージのドラゴンと同様に翼の生えたトカゲのような姿がほとんどだが、上位竜は人の姿をしている。その大きさは様々で人より小さいものから建物より大きいものまで。この他にも腕がなく翼が生えているものや腕と翼が生えているものなど、作中では個体ごとに骨格的な差異が見られる。
竜の神を頂点に「翼」、「鱗」、「爪牙」、「咆哮」、「眼」、「骨」の合計6つの血族がある。
上位竜
完全な知性を持ち、普段は人間と同じ姿をしている竜。狩竜人にとっては出逢えば死を意味する存在と言われているほど強大。血脈の流れが魔法発動に必要な表現方法（術式）になっており、イメージするだけで強力な魔法を使用できる。この他、自身の血から炎や中位竜、下位竜を作り出せる。実は血主からその血を与えられた元人間。
上位竜は血主の血の馴染み具合から「成りかけ」と「成者」の2種類に分けられる。
成りかけ
血主から血を分けられた上位竜の内、その血に馴染んでいない竜。「翼の血族」内では「十三位階」と呼んでいる。この「成りかけ」の期間の短さが血族としての資質を計る目安となっており、短い者ほど資質が高い。平均的に10〜15年ほどの期間を経る。
成者
血主から血を分けられた上位竜の内、その血に馴染んだ竜。
中位竜
高い知性を持ち人語を操る竜。下位竜の約10倍の魔力を持つ。上位竜の血液から生まれる。
成竜
経験を積み魔法が使えるようになった中位竜。生みの元である上位竜と同じ魔法が使用できるようになる。
下位竜
通常の竜。知性は獣並み。中位竜と同様、上位竜の血液から生まれる。

### 魔法関連
魔法
魔力によって世界に変化を起こす術のこと。発動させるためには魔力と方向性を与える術式が必要である。しかしウォルテカムイによるとこの他に、その変化を起こし制御できるという確信が必要とのこと。
魔法陣
魔法を使用する目的で描かれた、上位竜の血の流れを模した絵。その中心を上位竜の心臓に見立て、脈路を構成し魔力を循環させている。
魔法使い
魔法を使う者。魔法士とも。研究を重ね竜と同等の力を獲得することを使命とする。
蠢く木陰
ボルギウスが作り出した、下半分が竜化した大木を集めた森。根を動かすことで歩行し人間を捕らえ、街へ攻め込むことが可能。自律し上位竜の指示に従う。根は竜化しているため、銀剣で斬られると凍結する。枝と葉で日光を遮るため、その日陰では竜が活動できる。このため日が出ている時であっても人間への危害を加えることが可能。初出の際は「日が出ている間は竜に襲われない」という人間側の常識を覆した。
戦争編終盤でボルギウスの肉体再生の余波により凶暴化。根が竜の頭の形に変形し、ボルギウス以外の上位竜の指示を受け付けなくなった。
時操魔法（じそうまほう）
アルテマティアとプラチナティアラ号、カルラが使用する魔法。指定した対象の時間を止める、もしくは巻き戻すことができる。加えてその効力から特定範囲内の相手を除外することができ、アルテマティアが使用する場合は基本的に「翼の血族」を除外している。強力な魔法であるが時間を止めることと、時間を巻き戻すこととを同時に行うことはできない。
結界魔法
内部の生物に対し様々な干渉を行う結界を創り出す魔法。ネビュリムとネビュリムの成竜が使用する。いくつか種類があり、目的に合わせてそれぞれ使用される。ただし異なる結界を同時に使用することはできない。
霧散結界
結界内の生物の存在を希薄にし消失させる結界。王都全体を覆うことで、王都内の人間を少しずつ殺害することに使われた。
拘束結界
結界内の生物の行動を禁止する結界。ただし銀気闘法使用中のラグナに対しては多少動きを遅くする程度の効果しかない。
治癒結界
結界内の生物の自己治癒能力を極限まで高める結界。血族の成者を対象に使用した場合、致命傷でも10秒足らずで完治する。
守護結界
結界内の生物を結界外からの攻撃から保護する結界。作中ではネビュリムの成竜が使用。
守護結界改
アルテマティアをラグナの攻撃から守るために、ネビュリムが即席で創り出した守護結界。当時のネビュリムにとっては、考え得る限りの最強の防御手段だった。
空間魔法
主にクリムゾンが使用する、結界魔法の上位に位置する魔法。魔法の扉を介して別の空間に移動できる。
倉庫
旧文明の銃火器類を保管している空間。文字通り内面は武器庫の一室のように見える。作中ではディザス・トロワ戦の武器調達の際に登場。破壊された家屋の扉に対し、特殊な鍵を使うことで入退出することができる。
地球儀の間
世界各地へ繋がる転位の門がある空間魔法。世界中で活動するために、全盛期のクリムゾンが創り出した。作中ではアルテマティアを狩ることを諦めないラグナと、ラグナを殺すことを決めたネビュリムにより崩壊。
転位魔法
あらかじめ作成された魔法陣を中心に、周辺の人間や物品などを他の場所へ転送するための魔法。転位対象の選定も可能。作中では主にフーが作成した魔法陣が使われている。
薬物生成
オルト・ゾラが使用する魔法。「薬物の生成」とも言われている。術者の血液から薬物を生成し、霧状にして空中に散布する。生成される薬物は劇薬から催眠薬まで様々だが、日光の下では効果をすぐ失ってしまう。
オルト・ゾラが使用する場合は単に敵への毒としてではなく、味方への能力向上と催眠のための薬として使用される。この用途で薬物生成を使用することを、作中では「狂化」（きょうか）と表現されている。ただし過度に狂化された場合、時間の経過で肉体が崩壊してしまう。
毒の印
ウォルテカムイに拉致されたスターリアに、オルト・ゾラが埋め込んだ魔法。ラグナの接近やスターリアが逃亡した際に発動し、スターリアを死に至らしめる作用を持つ。作中ではラグナが王都に転位した瞬間に発動した。
魔力吸収魔法
「吸収魔法」とも。範囲内に存在する魔力を吸収する魔法。作中では竜の死体から魔力を吸収し、接続先の転位魔法陣の起動に利用する目的で使用。この他にもフーがウルシュガウルンに対して使用している。
轟震砲（ごうしんほう）
タラテクトラが使用する魔法。最大の魔力を渾身の正拳突きと共に放つ。作中では右腕を背中から生えた2本の肢と合体させ「三合腕」の状態で使用し、ラグナに深傷を負わせた。
破山砲（はざんほう）
タラテクトラが使用する魔法。大砲に変形させた腕で砲撃を行う。作中では背中に生えている1つの肢と腕を合体させた「二合腕」の状態で、追跡するラグナ達に6連射した。
溶解魔法
ウルシュガウルンが使用する、対象を溶かす魔法。作中ではスターリアが仕掛けた結界を破壊するために使用された。
捕食魔法
捕食のための魔法。自身の体には光学迷彩を施し音と匂いを消すことで隠密性を高め、空間に足場となる力場を作り、重力と空気抵抗を軽減して高速機動を行い、引力で捕食対象を引き寄せる。この優れた特徴が対象への奇襲を可能にするため、捕食対象が強力であっても回避は難しい。
ただし、捕食対象が察知している場合は設置型の罠や広範囲の攻撃、カウンターなどの手段で対抗されてしまう。また、捕食を目的とした場合にのみ発動する魔法であるため、攻撃の回避や脱出などの手段としては使用できない。
刺殺魔法
魔力を流した対象を棘状に変形させる魔法。限定的であるがその攻撃範囲は最大で2300メートルほどで、殺傷能力は高い。ドルニーアの魔法であったが、ドルニーア死亡時にフーが吸収。以降、彼の使用する魔法の一つになった。
作中では「ドルニーアのアレ」と呼ばれることがあったが、その名称は作者のツイートで判明した。
強化魔法
物体の硬度や炎の温度など、対象の数値（定量的要素）を上昇させる魔法。グリュムウェルテが使用する。この魔法を受けた対象はその色が黒く帯びるため、グリュムウェルテの竜名の由来になっている。
殴殺魔法
シャンティオラスが使用する、拳の動きと連動した握り拳状の魔法撃を四方から撃ち出す魔法。

### 技術・兵器
毒杯（どくはい）
クリムゾンが開発した薬品で、正式名称は「AI搭載型遺伝子破壊ナノマシン」。初出時は試験管の中に保管されていた。クリムゾンの説明によると、服用した者がクリムゾンに逆らうと激痛を味わい死に至る。作中ではクリムゾンが共闘の条件としてラグナに服用を迫るが、躊躇することなくラグナに飲み干された。
翼の血族との最終決戦前、ラグナがクリムゾンから離反する際に発動。軽い眩暈を起こしてラグナは倒れたが一時的なもので、ラグナは死ぬことはなかった。未来のクリムゾンが未来ラグナに毒杯の抗体を仕込んだことによるものと推測されている。
陽気壁陣（ようきへきじん）
王都セレスビエラにある太陽神教の技術。太陽光を「陽気」として日中蓄え、夜間に放出する。これにより、日の光を苦手とする竜への結界として機能する。
また、王都中央にある塔の最先端から照射することで、「極光照射」として攻撃にも転用できる。
白色閃光手榴弾（びゃくしきせんこうしゅりゅうだん）
アルテマティアの時操魔法に対抗する目的で、クリムゾンが開発した特殊な手榴弾。発動すると蓄積していた太陽光を照射するが、竜相手に致命傷を与えるほどの威力は本来ない。作中では時操魔法での時間の静止を感知する調整が加えられたものが、プラチナティアラ号との戦いで使用された。
六爪対牙（ろくそうついが）
爪牙の王が創り出した、合計8本の魔剣の総称。
宙斬（そらぎり）
ウォルテカムイが所有する大剣で、作中では度々《爪》（ツメ）もしくは雷爪（らいそう）と呼ばれる。普段は柄が人の背丈ほどの長さで、黒く幅が広い刀身は同じく人の背丈ほどの長さ。かつては爪牙の血族が所有していたものだが、人間だった頃のウォルテカムイが所有者を殺害し強奪。
元々、所有者の能力に依って特徴が変わる剣。ウォルテカムイの手に渡ってからは雷と同等の速さで形状が変化する特徴を持つようになった。
銀彗星（ぎんすいせい）
後述する星の名前を冠した銀剣。ウォルテカムイの雷爪に対抗できる武具として、ラグナのためにスターリアが作成した。ラグナの背後で形状が展開され、スターリアの術をラグナが使用できるようにする。
ウォルテカムイとの戦いではラグナの能力を向上させ結界術「盾」や「抑止具現」、「銀器形状復元」などでラグナの勝利に貢献。消滅直前のウォルテカムイが放った雷爪の投擲から、ラグナを庇った際に砕け散る。その柄の部分はラグナによって回収された。
骸兵（むくろへい）
ガインによって製造される巨大な人形。笠を被り全身は包帯に巻かれ、顔は布で隠されている。同じく巨大な鉈を装備しているが、戦闘に限らず土木作業などの目的でも運用されている。汎用的に使われるが、１体を製造するために数十〜数千程の死体を必要とする。

### 国・都市・施設
レーゼ王国
物語開始時のラグナがいる、気候が穏やかな王国。君主制の国家で首都は王都セレスビエラ。太陽神教の教圏外の国で、魔法技術については後進国。
王都セレスビエラ
レーゼ王国の首都。通称「王都」。結界として「陽気壁陣」が使われており、夜であっても白く輝いている。
陽気壁陣の攻撃転用のための塔が建っている「王宮区」が中心。その周囲を「旧区画」が取り囲み、その外周を「第二城壁」が取り囲んでいる。さらにその外側を「商業エリア」、「工業エリア」、「学術・研究エリア」という3つのエリアで構成された「新区画」が囲む都市構成になっている。
「翼の血族」により征服されて以降は、彼らの計画により国民が都内に集結。ネビュリムの霧散結界により徐々に王都内の人々200万人が殺害されていた。その後クリムゾンの手で王都内の各所で爆破事件が起き、複数の死傷者が発生。最後にはオルト・ゾラの指揮の元、240万人が虐殺され、壊滅した。
ロナベーラ
レーゼ王国南部にある、国境に近い人口12万人の都市。ラグナとレオが狩竜人として活動していたが、「翼の血族」の2度にわたる襲撃により壊滅。サイクスの見積もりでは10万人以上が死亡。生き残った市民3315人は難民として隣国ガーネスの都市プアルアザンに避難した。
ドナピエルー
有名なケーキ屋「銀のヒヨコ」がある、レーゼ王国の都市。20年近く竜による被害が全くなかったため、「狩竜人いらずの都市」と呼ばれていた。王国側では発表されていない事実であるが、20年前に隣国ガーネスが侵攻した際、突然現れた竜の雷によりガーネス軍が撃退されている。これは「銀のヒヨコ」が作る菓子を竜の神が気に入っていたので、ドナピエルーごと「翼の血族」によって保護されていたためであった。
しかし「銀のヒヨコ」が強盗に遭い潰れてしまったことで、竜の神がレーゼ王国を滅ぼすことを「翼の血族」に命令。アルテマティアの意図を無視し勝手に行動したウォルテカムイの雷と中位竜を含む竜の軍勢により壊滅した。
トルティエール
国境守備を担っていた、レーゼ王国東部の都市。アルテマティアの命令を受けたディザス・トロワによって壊滅。
軍事演習場
レーゼの北東部に位置する施設。軍事演習区とも。発掘された旧文明の地下施設が改修され、軍事施設として使用されている。
作中当初は銀装兵団が民間人1500人を連れて立て籠り、国外への転位のための拠点として使用された。
ガーネス
レーゼ王国の隣国。レーゼとは友好な関係ではない。過去にドナピエルーへの侵攻、ペレイロと密通するなどの事件を起こしている。
プアルアザン
ガーネスにある都市。ロナベーラが壊滅した後は、生き残ったロナベーラ市民の避難先となっていた。その後シャンティオラスとギルゼアにより、避難していたロナベーラの市民達は全員死亡した。
ネプレハン
ガーネスにある港街。
太陽神教神座都市アメン
太陽神教の拠点となっている都市。
ゲヘナホール
ユーラシア大陸中央に北西から南北に伸びている裂け目。「地獄の大穴」もしくは「ゲヘナ」とも言われている。縦幅は4000Kmで横幅は平均30Kmの地下要塞で、咆哮の血族の主要な拠点。
内部は複数の階層で構成されており。各階層は上位竜が作り上げた異界となっている。
第一層　霧の竜巣
ルポアによって管理されている階層。侵入者に対し幻を見せる霧に覆われている。霧の内部には数千万体の竜がいるため、侵入者は幻を見ながら竜に捕食されることになる。
第二層　無限迷宮
ラピスドッツォによって管理されている階層。彼の魔法によって作り出された上下の概念のない巨大な迷路で、数々のトラップが要所に仕掛けられている。
第三層　氷冷大絶海
エルン・エスキーによって管理されている階層。気温がマイナス80度で、海と氷山がどこまでも続く。
第四層　均しの大地
ガルガンティーナによって管理されている階層。起伏の無い地面がどこまでも続く、処刑場の役割を持つ空間である。
マルクト
レーゼ王国の隣国。ガーネスと同様、レーゼとは友好な関係ではない模様。
月面基地(ムーンベース)
クリムゾンが行動の拠点にしている基地。作中の舞台となっている惑星の衛星上に存在する。

### 組織・勢力
翼の血族
レーゼ王国内にいる竜の血族。現在の血主および王はアルテマティア。20年以上に渡ってレーゼを秘密裏に保護していた。しかしドナピエルーのケーキ屋「銀のヒヨコ」が強盗に襲われ閉店したことを理由に、竜の神からレーゼ滅亡を命じられる。王都セレスビエラを占拠し、スターリア以外の王族を暗殺。国内の各都市には上位竜を派遣して襲撃。生存した国民を王都に誘導し、ネビュリムの霧散結界で密かに殺害していた。
しかしラグナとクリムゾン一味、銀装兵団の抵抗により血族側が敗北するようになる。最終的には王都での決戦でアルテマティアが死亡し、壊滅した。
鱗の血族
極東の島国ジャパンを支配する竜の血族。現在の血主および王はコウ・テンラン。
爪牙の血族
現在の血主および王はギルゼア。血族を持たない代わりに、王自身が気に入った人間や他の血族の竜に武技を教え、王の満足するレベルにまで成長した者に六爪対牙を授けている。
咆哮の血族
ゲヘナに拠点を構える竜の血族。現在の血主および王はバグラム。ゲヘナの地の利を活かして太陽神教と長年攻防を繰り広げている。
眼の血族
現在の血主および王はシグマリオ。100年以上前に太陽神教に敗北し、王を除く血族は全滅した。
骨の血族
現在の血主および王はバンコ。王自身の手により壊滅している。
銀装兵団
レーゼ軍特務部隊で団員は350人。狩竜人、軍人、傭兵、暗殺者、魔法士などの様々な出自の者で構成され、スターリアが製作した武具を装備している。元々は問題行動の多いスターリアが地方に飛ばされた後に、本人の趣味で組織された部隊。スターリアのカリスマ性と彼女の作る武具の評判から、国内外の逸材が集結。ドルニーアを討伐する程の戦力を得るようになった。
初登場時はレーゼ北東部の軍事演習場に籠城しつつ、保護した一般人1500人と共に転位魔法を用いた国外への逃亡を計画。翼の血族との戦争が始まる前に、ラグナとクリムゾン、悪いスライムが加勢。転位に成功したもののスターリアが王都に拉致されたため、王都を占拠する翼の血族に総攻撃を仕掛ける。多数の戦死者が出たが、血族との戦いに勝利。スターリアを含め生存者はクリムゾンによって保護された。
空中機動銃士隊
銀装兵団内の飛行部隊で、へゼラとグレアが所属。サーフボードのような乗り物にスターリアの能力で動力を与え、隊員が操縦する。戦闘時は上空からの偵察と制空権の確保を担う。
太陽神教
竜の血族と対抗できる宗教団体。本部所在地はアメン。
人間側では最強の滅竜組織で、その魔法技術は他を圧倒する。ただしその目的のために講じる手段は、神教圏外には非人道的と捉えられるものがある。滅竜の方向性が合わないと理由をつけて、ラグナは関わることを避けようとする。
未来のある時点において、デュラ・ポロ・ネルロが死亡した後に組織の内紛が発生し、自壊してしまうことが判明している。竜との戦いによる敗北ではなく仲間割れによって起きる最期であることに、ラグナは不満を露わにしている。
滅竜導士
太陽神教内に所属する戦闘員。竜との戦いで高い功績を挙げた英雄達のクローン。

### その他
太陽暦
作中で使用される暦。
狩竜人（かりゅうど）
銀剣で竜を狩ることで生計を立てる職業と、その職業に就いている者のこと。ギルド制がある。
滅竜（めつりゅう）
竜を滅ぼすこと。本作におけるラグナの目標である。
銀気（ぎんき）
銀が持つ「気」の一種で、凍力がある。この特徴を利用するために、狩竜人は銀剣で竜と戦う。
実は竜の体でなくとも魔力が流れている物であれば凍らせることができる。例えばディザス・トロワの竜巻は魔力で操られているため、銀弾もしくは銀気を込めた銃弾を竜巻に撃ち込むと、凍ってしまう。
ラグナとガルムに至っては、魔力によって生じた世界の変化（熱や衝撃、音など）や魔力そのものを銀剣で斬ることに成功している。
凍力（とうりょく）
銀気の質に相当する、魔力を凍らせる力。
魔力
世界を変化させる力の一種。もともと世界には存在しなかった。銀気によって凍る。
戦争編
本作における第23話から第39話までの内容。銀装兵団と翼の血族の間で発生した戦争の部のこと。
スターリアが率いる銀装兵団側は団員350名と民間人1500人にラグナとクリムゾン、悪いスライムが参加。国外脱出のための時間稼ぎと、脱出に使用する転移魔法発動の為の、魔力の調達が目標であった。
対する翼の血族側は下位竜9000体に中位竜1000体（内成竜はプラチナティアラ号を含め40体）、十三位階のウルシュガウルンが参戦。この合計1万ほどの軍勢を、戦争のプロである上位竜タラテクトラとオルト・ゾラが率いる。目標はスターリアの殺害。
上記の通り、圧倒的に兵団側に不利な戦況であった。しかしスターリアの指揮とラグナ及び兵団員の奮戦、クリムゾンの暗躍とオルト・ゾラの心の迷いなど様々な要因が重なり、翼の血族側が敗北した。
銀彗星
スターリアの説明によると、宇宙から飛来した銀で構成された星で、全ての銀の元となったとのこと。前述した銀剣の名前の由来となった。
世界魔法、大聖伐（だいせいばつ）
作中で登場した用語であるが、単行本11巻時点でその詳細が明らかにされていない。

## 書誌情報
- 小林大樹『ラグナクリムゾン』 スクウェア・エニックス〈ガンガンコミックスJOKER〉、既刊15巻（2025年1月21日現在）
  1. 2017年10月21日発売[15]、ISBN 978-4-7575-5506-8
  2. 2017年12月22日発売[16]、ISBN 978-4-7575-5558-7
  3. 2018年7月21日発売[17]、ISBN 978-4-7575-5790-1
  4. 2019年1月22日発売[18]、ISBN 978-4-7575-5981-3
  5. 2019年7月22日発売[19]、ISBN 978-4-7575-6180-9
  6. 2020年1月22日発売[20]、ISBN 978-4-7575-6475-6
  7. 2020年7月21日発売[21]、ISBN 978-4-7575-6756-6
  8. 2021年1月22日発売[22]、ISBN 978-4-7575-7041-2
  9. 2021年8月20日発売[23]、ISBN 978-4-7575-7428-1
  10. 2022年3月22日発売[24]、ISBN 978-4-7575-7828-9
  11. 2022年8月22日発売[25]、ISBN 978-4-7575-8084-8
  12. 2023年6月22日発売[26]、ISBN 978-4-7575-8621-5
  13. 2023年11月21日発売[27]、ISBN 978-4-7575-8907-0
  14. 2024年6月20日発売[28]、ISBN 978-4-7575-9264-3
  15. 2025年1月21日発売[29]、ISBN 978-4-7575-9622-1

## テレビアニメ
2023年10月から2024年3月までTOKYO MXほかにて2クールで放送された。

### スタッフ
- 原作 - 小林大樹[3]
- 監督 - 高橋賢[3]
- シリーズ構成・脚本 - 赤尾でこ[3]
- キャラクターデザイン - 青木慎平[3]
- プロップデザイン - 氏家嘉宏、HB2P
- デザインワークス - 新谷真昼、雅彩アズサ、yUneshi、落合亮太
- 色彩設計 - 水野多恵子[6]
- 美術監督・美術設定 - 込山明日香[6]
- 撮影監督 - 佐藤敦[6]
- 3D監督 - 遠藤誠[6]
- 編集 - 坪根健太郎[6]
- 音響監督 - 郷文裕貴[6]
- 音響効果 - 高梨絵美
- 音楽 - 藤本コウジ、ササキオサム[6]
- プロデューサー - 斉藤一美、猪狩秋帆、青井宏之、小松翔太、大和田智之、宇都宮裕人、小笠原由記
- アニメーションプロデューサー - 金子逸人
- アニメーション制作 - SILVER LINK.[3]
- 製作 - 「ラグナクリムゾン」製作委員会（キングレコード、グリーエンターテイメント、MBS、スクウェア・エニックス、シルバーリンク、BS11、ニューギン、ムービック）

### 主題歌
「ROAR」
ulma sound junctionによる第1クールオープニングテーマ。作詞は田村ヒサオとAmon Hayashi、作曲・編曲はulma sound junction。
「鱗角」
小林私による第1クールエンディングテーマ。作詞・作曲は小林私、編曲は横山克。
「感脳性リベレーション」
sajiによる第2クールオープニングテーマ。作詞・作曲はヨシダタクミ、編曲はsajiとアオヤマイクミ。
「空に標結う」
小林私による第2クールエンディングテーマ。作詞・作曲は小林私、編曲はレトロリロン。

### 各話リスト
| 話数       | サブタイトル       | 絵コンテ        | 演出              | 作画監督 | 総作画監督                 | 初放送日       |
| ---------- | ------------------ | --------------- | ----------------- | --- | -------------------------- | -------------- |
| 第一話     | 死神が生まれた日   | 高橋賢          | 高橋賢            | 細田沙織 氏家嘉宏 西田美弥子 小牧容子 重国浩子 三船智帆 冨樫彩菜 植田早菜 飯塚葉子 佐藤桂 スタジオマスケット                                     | 青木慎平                   | 2023年 10月1日 |
| 第二話     | 物語の始まり       | 平田政宗        | 平田政宗          | 細田沙織 川口弘明 小牧容子 塚本生駒 冨樫 鈴木FALCO まつもとひろし 平田瑛一 飯塚葉子 佐藤桂 リブート                                              | 青木慎平                   | 10月8日        |
| 第三話     | 煽動               | 奥田誠治 高橋賢 | 丸山由太          | 若林晶 小川みずえ BEEP 日影工房 CJT Revival 24FPS Studio EverGreen RadPlus 寿門堂 ONE ORDER                                                      | 青木慎平 山吉一幸 平田和也 | 10月15日       |
| 第四話     | 決行               | 岩畑剛一        | 湊未來            | 井上美香 川口弘明 西田美弥子 飯塚葉子 佐藤桂 Revival GKセールス ONE ORDER 寿門堂                                                                 | 青木慎平 山吉一幸 平田和也 | 10月22日       |
| 第五話     | 翼                 | 毛利和昭        | 大内大和          | 細田沙織 氏家嘉宏 中島忠二 川口弘明 重國浩子 | 青木慎平                   | 10月29日       |
| 第六話     | 再会               | 大畑晃一        | いとがしんたろー  | 川村裕哉 春川彩子 桜井木ノ実 渡辺はるか | 青木慎平 平田和也          | 11月5日        |
| 第七話     | 作為と呵責         | 吉川博明        | 高橋賢 平田政宗   | 細田沙織 まつもとひろし GKセールス 寿門堂 スタジオ時雨 Animore リブート BEEP                                                                     | 青木慎平 山吉一幸 平田和也 | 11月12日       |
| 第八話     | 痛撃               | 西森章          | 関根侑佑 大沼心   | 細田沙織 小牧容子 冨樫彩菜 雪夜野ノノ 飯塚葉子 STUDIO CL 氏家嘉宏                                                                                | 青木慎平 平田和也 澤入祐樹 | 11月19日       |
| 第九話     | 折衝と本質         | 平田政宗        | 平田政宗          | 氏家嘉宏 Revival RadPlus VISTA ONE ORDER リブート                                                                                                | 青木慎平 平田和也 澤入祐樹 | 11月26日       |
| 第十話     | 利害と共闘         | 大畑晃一        | 丸山由太          | 細田沙織 雪夜野ノノ 飯塚葉子 STUDIO CL 寿門堂 VISTA                                                                                              | 青木慎平 平田和也 澤入祐樹 | 12月3日        |
| 第十一話   | 作戦と認識         | 岩畑剛一        | 近橋伸隆          | 木下和栄 Lee Jong Man キム・スクヒ | 青木慎平 平田和也 澤入祐樹 | 12月10日       |
| 第十二話   | 意志と覚悟         | 西森章          | 大内大和          | 原口渉 小牧容子 氏家嘉宏 雪夜野ノノ STUDIO CL 寿門堂 VISTA RadPlus                                                                               | 青木慎平 平田和也 澤入祐樹 | 12月17日       |
| 第十三話   | 戦場の主役         | 沖田宮奈        | 飯野健太郎 峯友則 | 細田沙織 まつもとひろし 吉田巧介 BEEP GKセールス 寿門堂 スタジオCL 暁 RadPlus                                                                    | 青木慎平 平田和也 澤入祐樹 | 2024年 1月14日 |
| 第十四話   | 焦りと警戒         | 金澤洪充        | 菱川直樹          | スタジオCL Revival CJT 光の園アニメーション | 青木慎平 平田和也 澤入祐樹 | 1月21日        |
| 第十五話   | 潜在する覚醒       | 大畑晃一        | 井上美香          | 小川みずえ BEEP シード GKセールス スタジオCL 暁・火鳥動画制作集団                                                                                | 青木慎平 平田和也 澤入祐樹 | 1月28日        |
| 第十六話   | 抗う意思           | 毛利和昭        | 小柴純弥          | 竹森由加 井本由紀 原口渉 スタジオCL | 青木慎平                   | 2月4日         |
| 第十七話   | 戦友               | 西森章          | 日下直義          | 大槻南雄 服部憲知 瀬戸良兼 本館耐 BEEP 寿門堂 ONE ORDER Revival                                                                                  | 青木慎平 原口渉            | 2月11日        |
| 第十八話   | 死闘の果て         | 平田政宗        | 平田政宗          | 細田沙織 西田美弥子 平田瑛一 BEEP ONE ORDER RadPlus GKセールス                                                                                   | 青木慎平 原口渉            | 2月18日        |
| 第十九話   | 戦う理由           | 西森章          | 福多潤            | 青木慎平 原田渉 櫻井拓郎 本田創一 松浦里美 北村晋哉 前田綾 松井京介 高野菜央 BEEP RadPlus ルラフォート Jumondou Wuxi BigOwl                      | 細田沙織                   | 2月25日        |
| 第二十話   | オレを見ていてくれ | 毛利和昭        | 板庇迪            | 中津川孝広 小川みずえ 魏旭龍 谢鑫 杜衛峰 BEEP | 青木慎平 原口渉            | 3月3日         |
| 第二十一話 | 言葉はいらない     | 毛利和昭        | 福多潤            | 細田沙織 氏家嘉宏 北村晋哉 BEEP RadPlus グレーン VISTA スタジオCL 日影工房 GKセールス                                                            | 青木慎平 原口渉            | 3月10日        |
| 第二十二話 | 翼の王             | 大畑晃一        | 大内大和          | まつもとひろし BEEP リブート 寿門堂 リバイバル シード Triple A RadPlus GKセールス ALPHA Anime                                                    | 青木慎平 原口渉            | 3月17日        |
| 第二十三話 | 雷神               | 毛利和昭        | 平田政宗          | 鈴木FALCO 平田瑛一 細田沙織 氏家嘉宏 北村晋哉 紀ノ國太雅 佐藤悠己 BEEP リブート 寿門堂 RadPlus GKセールス BigOwl スタジオCL 暁・火鳥動画制作集団 | 青木慎平 原口渉            | 3月24日        |
| 第二十四話 | 光                 | 西森章          | 高橋賢            | 細田沙織 氏家嘉宏 川口弘明 櫻井拓郎 髙野菜央 山下詩織 北村晋哉 紀ノ國太雅 佐藤悠己 BEEP リバイバル                                               | 青木慎平 原口渉            | 3月31日        |

### 放送局
| 放送期間                                         | 放送時間                                                  | 放送局   | 対象地域   | 備考                               |
| ------------------------------------------------ | --------------------------------------------------------- | -------- | ---------- | ---------------------------------- |
| 2023年10月1日 - 12月17日 2024年1月14日 - 3月31日 | 日曜 1:30 - 2:00（土曜深夜） 日曜 1:00 - 1:30（土曜深夜） | TOKYO MX | 東京都     |                                    |
|                                                  |                                                           | BS11     | 日本全域   | 製作参加 / BS放送 / 『ANIME+』枠   |
| 2023年10月1日 - 3月31日                          | 日曜 3:38 - 4:08（土曜深夜）                              | 毎日放送 | 近畿広域圏 | 製作参加 / 『アニメシャワー』第4部 |
| 初回（第1話）は1時間スペシャルとして放送。       |                                                           |          |            |                                    |

| 配信開始日    | 配信時間                   | 配信サイト |
| ------------- | -------------------------- | --- |
| 2023年10月1日 | 日曜 0:00（土曜深夜） 更新 | dアニメストア U-NEXT アニメ放題 |
| 2023年10月6日 | 金曜 0:00（木曜深夜） 更新 | Hulu Amazon Prime Video バンダイチャンネル TELASA J:COMオンデマンド milplus スマートパスプレミアム HAPPY動画 FOD ABEMA DMM TV TVer MBS動画イズム ニコニコ動画 Lemino |
| 2023年10月8日 | 日曜 1:00（土曜深夜）      | クランクイン！ビデオ |
| 2023年10月9日 | 月曜 12:00 更新            | ふらっと動画 |

### BD
| 巻     | 発売日        | 収録話          | 規格品番     |
| ------ | ------------- | --------------- | ------------ |
| BOX I  | 2024年2月21日 | 第1話 - 第12話  | KIZX-90634/6 |
| BOX II | 2024年6月5日  | 第13話 - 第24話 | KIZX-90637/9 |

### WEBラジオ
『アニメ「ラグナクリムゾン」 銀装兵団ラジオ』のタイトルで、2023年10月4日より2024年3月27日まで文化放送「超!A&G+」にて、毎週水曜19:30-20:00にネット配信されていた。KING AMUSEMENT CREATIVEの公式YouTubeチャンネルにも配信された。パーソナリティは、スターリア・レーゼ役の日高里菜とへゼラ / グレア役の土屋李央。
2024年4月13日（土）19:00-19:30には『特別編』の配信も行われた。